# Іан Макколл
Джон Міллер «Іан» Макколл (англ. John Miller "Ian" McColl, нар. 7 червня 1927, Александрія — пом. 25 жовтня 2008, Глазго) — шотландський футболіст, що грав на позиції захисника. По завершенні ігрової кар'єри — тренер.
Виступав, за клуб «Рейнджерс», а також національну збірну Шотландії.
Семиразовий чемпіон Шотландії, п'ятиразовий володар Кубка Шотландії, дворазовий володар Кубка шотландської ліги. 

## Клубна кар'єра
У дорослому футболі дебютував 1946 року виступами за команду клубу «Рейнджерс», кольори якої і захищав протягом усієї своєї кар'єри гравця, що тривала цілих п'ятнадцять років. Більшість часу, проведеного у складі «Рейнджерс», був основним гравцем захисту команди. За цей час сім разів виборював титул чемпіона Шотландії. Протягом 50-х років був капітаном лідером захисту команди, який називали «залізною завісою» через свою міцність. 

## Виступи за збірну
1950 року дебютував в офіційних матчах у складі національної збірної Шотландії. Протягом кар'єри у національній команді, яка тривала 9 років, провів у формі головної команди країни 14 матчів.
У складі збірної був учасником чемпіонату світу 1958 року у Швеції.

## Кар'єра тренера
Розпочав тренерську кар'єру відразу ж по завершенні кар'єри гравця, 1960 року, очоливши на наступні п'ять років тренерський штаб збірної Шотландії.
1965 року став головним тренером команди «Сандерленд», яку тренував три роки.
Останнім місцем тренерської роботи був канадський клуб «Ванкувер Роялс», головним тренером команди якого Іан Макколл був протягом 1967 року.
Помер 25 жовтня 2008 року на 82-му році життя.

## Титули і досягнення
- Чемпіон Шотландії (7):

«Рейнджерс»:  1946-1947, 1948-1949, 1949-1950, 1952-1953, 1955-1956, 1956-1957, 1958-1959
- Володар Кубка Шотландії (5):

«Рейнджерс»:  1947-1948, 1948-1949, 1949-1950, 1952-1953, 1959-1960
- Володар Кубка шотландської ліги (2):

«Рейнджерс»:  1946-1947, 1948-1949